# Gębiczyna
Gębiczyna – wieś w Polsce położona w województwie podkarpackim, w powiecie dębickim, w gminie Pilzno.
| SIMC    | Nazwa             | Rodzaj    |
| ------- | ----------------- | --------- |
| 0825812 | Dół od Głobikowej | część wsi |
| 0825829 | Dół od Siedlisk   | część wsi |
| 0825835 | Podjaworze        | część wsi |
| 0825841 | Podlas            | część wsi |
| 0825858 | Podpołudnik       | część wsi |

W latach 1975–1998 miejscowość administracyjnie należała do województwa tarnowskiego.

## Kościoły i Związki Wyznaniowe
- Kościół Rzymskokatolicki
- Świecki Ruch Misyjny „Epifania” – zbór w Gębiczynie